# Neorotalia
Neorotalia es un género de foraminífero bentónico de la subfamilia Pararotaliinae, de la familia Rotaliidae, de la superfamilia Rotalioidea, del suborden Rotaliina y del orden Rotaliida. Su especie tipo es Rotalia mexicana. Su rango cronoestratigráfico abarca desde el Oligoceno hasta la Actualidad.

## Clasificación
Neorotalia incluye a las siguientes especies:
- Neorotalia alicantina
- Neorotalia bicarinata
- Neorotalia calcar
- Neorotalia mexicana
- Neorotalia minuta
- Neorotalia ornatissima
- Neorotalia semiornata
- Neorotalia tethyana